# Білична
Біли́чна (пол. Bieliczna) — колишнє лемківське село в Польщі, ґміна Устя-Горлицьке Горлицький повіт Малопольського воєводства.

## Географія
Було розташоване в Низьких Бескидах, над річкою Бяла, притокою річки Дунаєць.

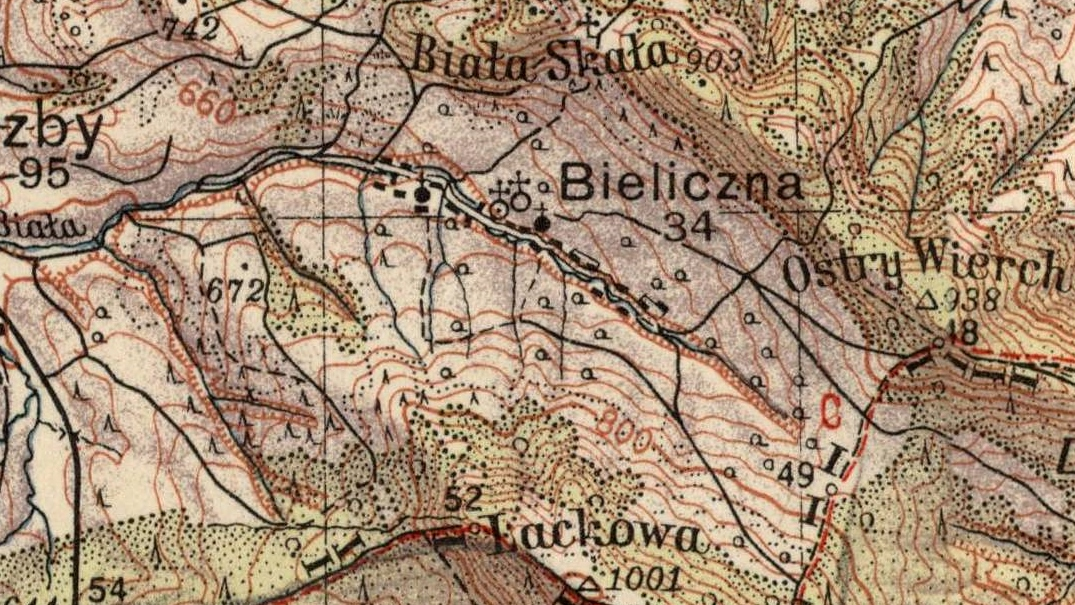
фрагмент карти «Криниця», виданої Військовим Географічним Інститутом в 1936 року в масштабі 1:100 000

## Історія
Село закріпачене Іваном Ізбянським і 1595 р. за привілеєм краківського кардинала Єжи Радзивіла. Метричні книги провадились від 1784 р. В селі була дочірня церква святого Архангела Михаїла (мурована в 1792 р.) — належала до парохії Ізби Грибівського деканату Перемиської єпархії.
До 1945 року було майже чисто лемківське населення: з 230 жителів села — 225 лемків і 5 євреїв.
В ході тилявської схизми усі жителі сіл Ізби і Білична на чолі зі священиком перейшли до Польської православної церкви і збудували дерев'яну церкву, яка була зруйнована після виселення лемків. В 1947 р. в результаті операції Вісла всі лемки були депортовані на понімецькі землі.

## Пам'ятки
Об'єкти, перераховані в реєстрі пам'яток Малопольського воєводства:
- Церква святого Архангела Михаїла збудована в 1792 р.
- Поряд збереглося кладовище, зараз недіюче.

## Сучасність
Після виселення українців село Білична ліквідовано, а його землі приєднано до Ізбів.